# هزاع البراري
هزاع البراري، كاتب وروائي أردني ولد في عمّان بتاريخ 5 أبريل 1971. تخرج في الجامعة الأردنية وحصل على شهادة بكالوريوس في علوم اجتماعية. وعمل أمينًا عامًا سابقا لوزارة الثقافة في الأردن، وعمل سابقًا مستشاراً لوزير الثقافة ومديراً لمديرية الدراسات والنشر في وزارة الثقافة. كما أنه عضو الهيئة الإدارية لرابطة الكتاب الأردنيين - الدورة السابقة، وعضو الاتحاد العام للأدباء والكتاب العرب، وعضو مؤسس لفرقة طقوس المسرحية، وأيضًا عضو مؤسس جمعية حسبـان الثقافية.

## الجوائز
- حائز على جائزة عويدات اللبنانية لأفضل رواية في الوطن العربي لعام 2001.[2]
- نال على جائزة محمد تيمور المصرية لأفضل نص مسرحـي عربي 2004.[2]
- فاز بجائزة أفضـل تأليف مسـرحي عـن مسـرحية «ميشع يبقى حيــاً»، في الأردن لعام 2001.
- حاز بجائزة الدولة التشجيعية في الآداب عن السيناريو للعام 2008، صدرت بإرادة ملكية سامية.[3]
- حاز على جائزة أبو القاسم الشابي التونسية لأفضل نص مسرحي عن نص قلادة الدم 2009.[4]
- حاز على جائزة مهرجان المسرح الأردني 2009 لأفضل نص مسرحي عن مسرحية «ميشع يبقى حياً» (فوز للمرة الثانية).[2]
- بعض الجوائز المحلية الأخرى مثل جائزة رابطة الكتاب للرواية لغير الأعضاء عام 1995.
- نال على جائزة سمو الشيخ سلطان القاسمي عن الهيئة العربية للمسرح المركز الأول عن النص المسرحي «زمن اليباب» 2016 في وهران بالجزائر[5]

## الإصدارات

### روايات
- الجبل الخالد، دار الإبداع، 1993

- حواء مرة أخرى، دار النسر، 1995

- الغربان، دار أزمنة، 2000

- تراب الغريب، دار خطوط وظلال للنشر والتوزيع، 2007

- أعالي الخوف، الأهلية للنشر والتوزيع، 2014
- تجاعيد الفراغ، دار الآن ناشرون وموزعون، 2017

### مجموعة قصصية
- الممسوس، المؤسسة العربية للدارسات والنشر، 2001

### مسرحيات
- العرض المجهول، مهرجان المسرح، 1997
- حلم أخير، مهرجان المسرح، 1998
- مرثية الذئب الأخيرة، 2000
- العُصاة، دار أزمنة للنشر والتوزيع، 2002
- الناي والنهر، مهرجان المسرح، 2004
- هانييال، 2005
- قلادة الدم: ثلاث مسرحيات، دار أزمنة للنشر والتوزيع، 2007

### الدراما
كتب البراري عدة مسلسلات كما ألًف مقاطع لبعض البرامج الاجتماعية:
- دروب الحنة
- نقطة وسطر جديد
- أزمنة الحب والحنين
- قصة وحكاية
- صور اجتماعية
- دفن المرحوم
- الحكي إلنا

## الكتابات
- كاتب زاوية ثابتة في جريدة الرأي بعنوان «خارج النسيان»
- كتابات ومقالات مختلفة في الصحافة الأردنية والعربية
- إعداد برامج ثقافية للإذاعة الأردنية
- مشاركات مواسعة في العديد من البرامج الثقافية في الفضائيات العربية.